# Coccinia hirtella
Coccinia hirtella är en gurkväxtart som beskrevs av Célestin Alfred Cogniaux. Coccinia hirtella ingår i släktet Coccinia, och familjen gurkväxter. Inga underarter finns listade i Catalogue of Life.